# Октябрьское (Московская область)
Октя́брьское — село в Коломенском районе Московской области, входит в Заруденское сельское поселение. Население — 393 чел. (2010).

## Население
| 2002 | 2006 | 2010 |
| ---- | ---- | ---- |
| 399  | ↘369 | ↗393 |